# Kostel svatého Víta (Pavlov)
Kostel svatého Víta se nachází na východním okraji obce Pavlov. Je to farní kostel římskokatolické farnosti Pavlov u Stonařova. Jde o jednolodní venkovský kostel s půlkruhovým závěrem a hranolovou věží. Kostel je chráněn jako kulturní památka České republiky.

## Historie
Budova kostela v Pavlově je poprvé písemně zmiňována v roce 1365, nejspíše z té doby pochází spodní část mohutné hranolové věže. Kostel byl později rekonstruován a přestavován. V roce 1689 byla přistavěna mohutná věž, ta byla umístěna k východní straně tehdejšího kostela. Mezi lety 1772 a 1775 byl kostel přestavěn do dnešní podoby, není jisté, zda byla budova pouze rozšířena či kompletně přestavěna. Do 19. století se kolem kostela rozkládal hřbitov, později byl přemístěn za vesnici. Fara byla přestavěna zřejmě ve stejnou dobu jako kostel, kdy v podzemních prostorách fary jsou dochovány sklepy ze 13. a 14. století. V kostele je umístěn tzv. umíráček z roku 1799.